# Lambert Friedrichs
Lambert Friedrichs (* 3. September 1896 in Anrath; † 22. Juni 1977 in München) war ein deutscher Kommunalpolitiker und Funktionär der NSDAP. Er war Erster Bürgermeister von Dachau.

## Leben
Der gelernte Kaufmann Friedrichs war in den 1920er Jahren Organisationsleiter einer Versicherungsgesellschaft in Berlin. Während seiner Arbeitslosigkeit trat er als Redner der NSDAP auf, der er zum 1. Juni 1926 beigetreten war (Mitgliedsnummer 37.497). 1929 zog er nach Eichenau bei Fürstenfeldbruck. Im März 1933 wurde er in Dachau als NS-Sonderkommissar eingesetzt: Im September des gleichen Jahres übernahm er von Hans Freiberger (bis 1938) die Kreisleitung der NSDAP im Bezirk Dachau. Am 26. September 1934 wurde er als Nachfolger von Georg Seufert (nebenamtlicher) 1. Bürgermeister von Dachau. 1937 löste ihn der SA-Brigadeführer Hans Cramer als Erster Bürgermeister ab. Friedrichs wechselte als NSDAP-Kreisleiter nach Ingolstadt, anschließend nach Pfaffenhofen.
1948 wurde Friedrichs beim Spruchkammerverfahren im Internierungslager der amerikanischen Besatzungszone in Regensburg als „belastet“ und als Hauptschuldiger eingestuft. Neben seiner Formalbelastung durch seine Funktion habe er Verhaftungen ohne Haftbefehle ausgeführt und dabei die Pistole gezogen. Auch sei er verantwortlich für die Verhaftung örtlicher KPD-Funktionäre und Mitglieder des Reichsbanner gewesen. Häftlinge des KZ Dachau habe er als „Schweine“ bezeichnet.